# Josef van Heekeren
Josef van Heekeren (* 1900; † 1959) war ein deutscher Maler, Graphiker, Restaurator, Kunstpädagoge und Paramentenkünstler in Essen. Er gehört zur „vergessenen Generation“ von Künstlern aus der ersten Hälfte des 20. Jahrhunderts. Er sorgte für hochwertige Ausstattung von Bauwerken, deren Urheber weit bekannter blieben.
Er schuf Kreuzwegzyklen für zwei Essener Kirchen, darunter St. Hubertus.
Zusammen mit seiner Frau schuf Heekeren moderne Paramente und griff dabei auch auf Stoffentwürfe der Kölner Werkschulen (beispielsweise Johann Thorn Prikker) zurück. Eine solche Kasel, die vermutlich 1928 in Kevelaer entstand, wurde auch in der renommierten Zeitschrift für christliche Kunst abgebildet. Sie entstand für die Frankfurter Kirche St. Leonhard und ist heute zusammen mit einem weiteren Messgewand im Dommuseum Frankfurt ausgestellt. 
Erhalten sind weitere Arbeiten, namentlich in Kirchen der 1920er Jahre, beispielsweise ein Peter-und-Paul-Ornat in der von Dominikus Böhm und Martin Weber errichteten ersten modernen Kirche Deutschlands St. Petrus und Paulus in Dettingen am Main (Karlstein).